# Вейссманн, Эрик
Эрик Вейссманн (словац. Erik Weissmann; род. 27 мая 1978 года, Братислава, Чехословакия) — словацкий хоккеист, игравший на позиции левого нападающего.

## Карьера
Выступал за «Слован» (Братислава), «Дукла» (Сеница), ХК «Нитра» , ХК «Трнава», ХКМ «Зволен» , ХК «Злин», «Сибирь» (Новосибирск), ХК «Витковице», ХК «Кошице», «Металлург» (Жлобин), ХК «Попрад», «Лада» (Тольятти), «Крылья Советов» (Москва), ХК 05 «Банска Быстрица», «Казцинк-Торпедо» (Усть-Каменогорск), «Понтебба», «Кортина», ХК «Нове Замки», «Славия» (Прага), «Бейбарыс» (Атырау).
В Словацкой экстралиге провёл 404 матча, набрал 234 очка (109+125), в Чешской экстралиге — 117 матчей, 36 очков (17+19), в КХЛ — 9 матчей, 2 очка (1+1), в Высшей хоккейной лиге — 25 игр, 10 очков (3+7).
В составе национальной сборной Словакии провел 7 матчей (3 гола).

## Достижения
- Чемпион Словакии (2000)
- Чемпион Чехии (2004)
- Серебряный призер чемпионата Словакии (2002, 2005, 2008)
- Бронзовый призер чемпионата Словакии (2001, 2003, 2011)
- Лучший бомбардир (59 очков) и снайпер (30 голов) чемпионата Словакии (2006)